# Трънито
Тръ̀нито е село в Северна България, община Габрово, област Габрово.

## География
Село Трънито се намира на около 7 km западно от центъра на град Габрово, 21 km юг-югоизточно от Севлиево и километър западно от габровския квартал Гачевци. Разположено е в североизточните разклонения на Черновръшкия рид. Надморската височина при църквата е около 503 m. През селото минава третокласният републикански път III-4404, на изток водещ към Габрово, а на северозапад през селата Дебел дял и Музга към село Гъбене. Южно край селото тече река Синкевица, ляв приток на река Янтра.

## История
През 1978 г. дотогавашното населено място колиби Трънито придобива статута на село.
Във фондовете на Държавния архив Габрово се съхраняват документи от съответни периоди на/за:
- Списък на фондове от масив „K“:

– Народно начално училище – с. Трънито, Габровско; фонд 654K; 1890 – 1944;
– Народно читалище „Васил Левски“ – с. Трънито, Габровско; фонд 817K; 1926 – 1944;
- Списък на фондове от масив „С“:

– Народно читалище „Васил Левски“ – с.Трънито, Габровско; фонд 1056; 1945 – 1971; Промени в наименованието на фондообразувателя:
– Кметство – с. Трънито, Габровско; фонд 1546; 1979 – 1994.

## Население
Населението на село Трънито наброява 397 души при преброяването към 1934 г. и намалява до 129 към 1985 г., след известно нарастване през следващите години намалява отново до 125 души (по текущата демографска статистика за населението) към 2019 г.
Преброяване на населението през 2011 г.
Численост и дял на етническите групи според преброяването на населението през 2011 г.:
|                     | Численост | Дял (в %) |
| Общо                | 152       | 100,00    |
| Българи             | 146       | 96,05     |
| Турци               | 0         | 0,00      |
| Цигани              | 0         | 0,00      |
| Други               | 0         | 0,00      |
| Не се самоопределят | 0         | 0,00      |
| Неотговорили        | 5         | 3,28      |

## Обществени институции
В село Трънито към 2020 г. има:
- действащо читалище „Васил Левски – 1926“;[8][9]
- храм „Свети Архангел Михаил“;[10]